# Abraham van Kratia
Abraham van Kratia (Emesa, ca. 474 - ca. 558) was een christelijke monnik uit Syrië. Hij werd geboren in Emesa (het huidige Homs), in het westen van Syrië. 
De gemeenschap in Emesa werd uiteen gejaagd door nomadische rovers en Abraham vluchtte naar Constantinopel. Toen hij amper 26 jaar oud was, werd hij rond het jaar 500 gekozen tot de abt van het klooster van Kratia in Bithynië. Zo'n 10 jaar later verliet hij clandestien het klooster en reisde naar Palestina om er een rustiger leven op te zoeken. Hem werd later echter bevolen om naar het klooster terug te keren. Eenmaal in Kratia, werd hij er tot bisschop gewijd.
In 525 reisde hij opnieuw naar Palestina, waar hij tot het einde van zijn leven verbleef. Hij leidde er een leven van religieuze bezinning. Hij stierf op 6 december, wat zijn feestdag is. Zijn sterfjaar is vrij onzeker, maar het is alleszins na 543; vermoedelijk is het in 558.